# Bezirk Telšiai
Der Bezirk Telšiai (deutsch Bezirk Telschen) ist einer der zehn Verwaltungsbezirke, die ab 1994 die oberste Stufe der Verwaltungseinteilung Litauens bilden. 
Er umfasste einen Teil der zur historischen Region Niederlitauen (Žemaitien, litauisch: Žemaitija).

## Verwaltungsgliederung
Der Distrikt besteht aus 4 Selbstverwaltungsgemeinden. (Einwohner am 1. Januar 2006)

### Rajongemeinden
- Rajongemeinde Telšiai (55.680)
- Rajongemeinde Plungė (43.678)
- Rajongemeinde Mažeikiai (65.835)

### Gemeinde
- Gemeinde Rietavas (10.291)

## Bezirksvorsteher
- 1995: Rasas Gofmanas
- 1997: Danutė Mileikienė
- 1999: Vaclovas Vaičekauskas
- 2000: Kazys Lečkauskas
- 2004: Rasas Gofmanas
- 2006: Romualdas Vasiliauskas
- 2009–2010: Vidimantas Domarkas